# Nazzareno De Angelis
Nazzareno De Angelis (* 17. November 1881 in L’Aquila; † 14. Dezember 1962 in Rom) war ein italienischer Opernsänger (Bass). Neben Ezio Pinza und Tancredi Pasero gilt er als bedeutendster italienischer Bassist der ersten Hälfte des 20. Jahrhunderts.
De Angelis begann seine Laufbahn als Chorknabe u. a. in der Sixtinischen Kapelle. Nach dem Stimmbruch studierte er Gesang an der Accademia di Santa Cecilia in Rom. 1903 debütierte er am Teatro Comunale in Aquila als Präfekt in Linda di Chamounix; es folgte am gleichen Haus ein Auftritt in Emilio Usiglios Le educande di Sorrento. 1904 sang er am Teatro Lirico in Mailand den Alvise in La Gioconda von Amilcare Ponchielli, 1905 bereiste er Holland, 1906 Südamerika.
An der Mailänder Scala debütierte er 1907 als Alvise in La Gioconda und trat dort bis 1914 regelmäßig, meist unter der Leitung von Arturo Toscanini, und auch in der Zeit nach dem Ersten Weltkrieg bis 1933 auf. Bedeutende Erfolge hatte er hier in der Uraufführung von Francesco Cileas Gloria (1907), als Hohepriester in Gaspare Spontinis La vestale (1908), Procida in I vespri siciliani (1909), Kreon in Medea (1910), Zaccaria in Nabucco (1913), in den Titelpartien von Mosè in Egitto und Mefistofele (beide 1918) als Hunding in Die Walküre (1924), Don Basilio in Il barbiere di Siviglia und König Philipp in Don Carlo.
Besondere Popularität genoss De Angelis in Südamerika. Zwischen 1909 und 1925 hatte er regelmäßig Auftritte am Teatro Colón in Buenos Aires, auch in Montevideo, Rio de Janeiro und São Paulo gab er Gastspiele. Zudem war er u. a. am Manhattan Opera House in New York (1909–10), an der Oper von Chicago (1910–11 und 1920–25) und an der Oper in Rom (1910–25 und 1928–38) engagiert. Auch als Interpret von Wagner-Opern (u. a.  König Heinrich im Lohengrin, Wotan und  Hagen im Ring des Nibelungen, Marke in Tristan und Isolde und Gurnemanz im Parsifal) war er erfolgreich.
1939 zog sich De Angelis von der Bühne zurück, er trat aber gelegentlich in Konzerten noch bis 1959 auf. Er wirkte als Gesangslehrer in Mailand und Rom und verbrachte seinen Lebensabend in seiner Heimatstadt. Von ihm sind Plattenaufnahmen u. a. bei Fonotipia (1907–08), Odeon und Columbia (u. a. die komplette Oper Mefistofele) erhalten.